# Sortida del Regne Unit de la Unió Europea
|  | «Brexit» redirigeix aquí. Vegeu-ne altres significats a «Referèndum sobre la permanència del Regne Unit dins la UE». |

Resultats per regions del Referèndum per la permanència de Regne Unit a la UE. En groc les zones on va guanyar la permanència i en blau on va guanyar la sortida.

La sortida del Regne Unit de la Unió Europea, dita igualment Brèxit o Brexit, estava prevista per al 29 de març del 2019, dos anys després que el govern de Theresa May activés l'article 50 del Tractat de la Unió Europea. Tanmateix, no s'acabà duent a terme fins al 31 de gener de 2020 a les 23:00 hores (hora local al Regne Unit), sota el govern de Boris Johnson.
El primer ministre David Cameron convocà un referèndum per dirimir la qüestió pel 23 de juny de 2016. El 52% dels participants votaren a favor de sortir de la Unió Europea (UE).

## Context

### Relacions entre el Regne Unit i la Unió Europea
La idea d'una unió dels països europeus nasqué just després de la Segona Guerra Mundial, per la voluntat de sortir de la violència del conflicte mundial, en nom de l'estabilitat política i econòmica del continent europeu. El document oficial que hauria concretat aquesta evolució política a Europa després de la guerra fou discutit entre el president dels Estats Units d'Amèrica Franklin Roosevelt i el primer ministre britànic Winston Churchill ja el 1941 amb el nom de Carta Atlàntica i es feu realitat el 1949 (Tractat de l'Atlàntic Nord).
Tanmateix, les relacions entre el Regne Unit i Europa, ja des de l'adhesió a la Comunitat Econòmica Europea (CEE) el 1973, sempre s'han caracteritzat per incerteses i canvis de parer.

### Govern Wilson
Poc després que el Regne Unit s'integrara a la Comunitat Econòmica Europea el 1973, se celebrà un primer referèndum el 5 de juny de 1975 en què s'hi volia determinar si el país havia de quedar-se dins del mercat comú. Aquesta va ser la proposició del Partit Laborista que començà la sol·licitud l'any 1974. Encara que el govern laborista d'en Harold Wilson donés el seu clar suport a mantenir-se a la CEE, i gràcies també a l'ajut d'una part de l'oposició conservadora dirigida per Margaret Thatcher, el cert és que els laboristes estaven dividits en aquest debat, protagonitzant campanyes favorables al no dins del partit. No debades, el resultat fou majoritari; el 67,23% dels votants van pronunciar-s'hi a favor.

### Govern Cameron
El debat el tornà a reprendre l'any 2013 el primer ministre David Cameron qui proposà un referèndum sobre el manteniment del Regne Unit a la Unió Europea, projectat el 2014, però marcat per a abans de finals de 2017. A partir de la victòria a les eleccions generals del 2015 en què tornà a guanyar el partit conservador amb David Cameron al capdavant, la proposta esdevingué inevitable atès que fou el punt clau de la campanya. A partir de llavors, el Deutsche Bank, el banc més important alemany, anuncià estudiar seriosament la sortida del Regne Unit en cas que sortís un sí.
De fet, el periòdic The Guardian va publicar el 21 de maig del 2015 una suposada còpia de documents interns i secrets del Banc d'Anglaterra en què s'hi analitza la sortida del país de la UE. Segons aquests l'economia se'n veuria greument afectada. El cas, però, és que durant el 2016 el primer ministre anglès, David Cameron, va portar una sèrie de negociacions amb la UE sobre concessions que la UE podria cedir, a canvi d'un govern britànic favorable a la UE.
Val a dir, també, que la qüestió de la sortida del Regne Unit de la Unió Europea vingué en un moment de crisi important. El Grexit havia estat planant durant un bon temps sobre els debats polítics i els partits euròfobs també. A Holanda Geert Wilders intentava arrencar els últims vots amb un acte simbòlic a Brussel·les dos dies abans de tancar la campanya electoral del 2014. Mentrestant, a les darreres eleccions regionals franceses el partit francès euròfob Front Nacional guanyava terreny.
Si bé, les enquestes indicaven que la majoria dels anglesos volia sortir de la UE. Tanmateix, pel partit nacionalista escocès va utilitzar el debat com a moneda de canvi pel referèndum d'autodeterminació que, no havent-se guanyat, es va saldar amb una recentralització del Regne Unit. La qüestió per als independentistes escocesos era aconseguir un segon referèndum amb el qual pogués vèncer el sí.

### Referèndums sobre la permanència a la UE
El Regne Unit no fou l'únic país d'Europa que va votar algun cop sobre la seva permanència o entrada dins l'ens supranacional. L'any 1982 Groenlàndia va votar en contra de continuar dins la Unió Europea i Noruega va votar el 1994 també en referèndum sobre si havia d'entrar, amb un resultat de 52,2% en contra de l'adhesió. De fet, Noruega ja va votar el 1972, sempre amb resultat negatiu, i les propostes per entrar-hi tampoc han deixat mai de presentar-se, malgrat que fins al 2014 l'opinió del poble noruec sempre ha estat de no adherir-s'hi.

## Principi d'acord sobre el Brexit
El procés de retirada del Regne Unit de la Unió Europea es va iniciar una vegada que el Regne Unit va invocar l'article 50 del Tractat de la Unió Europea, fet que va passar dimecres 29 març de 2017. S'estimava que el procés trigaria entre 18 i 24 mesos, havent-hi abandonat el Regne Unit totalment abans del 29 de març de 2019. La data de retirada del Regne Unit es va acabar retardant en diverses ocasions pels rebuigs del Parlament Britànic a l'acord de sortida i que en juny del 2019 va provocar la dimissió de Theresa May La UE va acordar retardar aquesta data fins al 31 d'octubre de el 2019, i posteriorment a 31 de gener de 2020, quan es va fer efectiva sense acord en els termes.